# Grendel

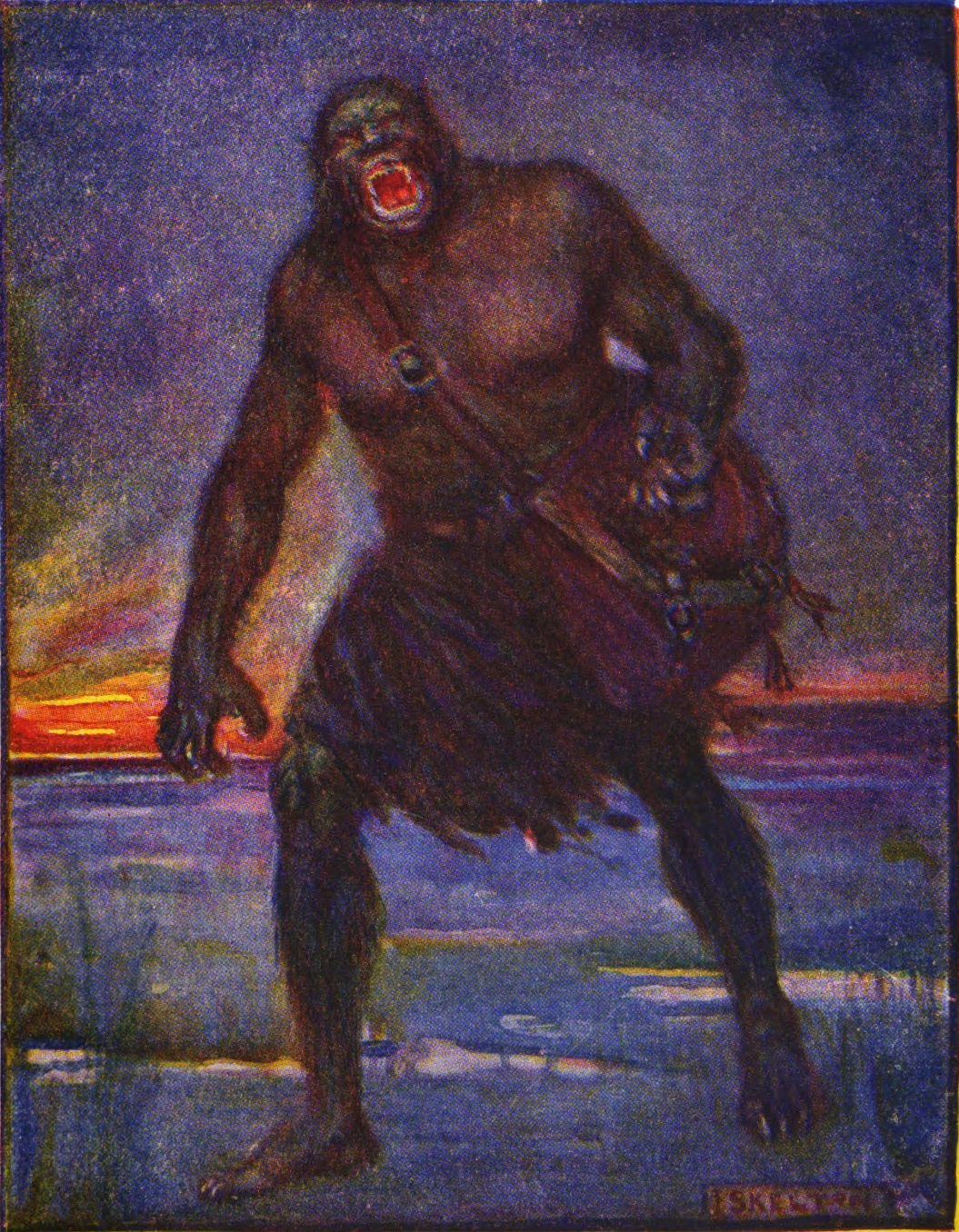
Uma ilustração de Grendel por J.R. Skelton de Histórias de Beowulf. Grendel é descrito como "Muito terrível de se olhar."

Na mitologia nórdica, Grendel é um personagem monstruoso do poema épico medieval anglo-saxão Beowulf. É um dos três oponentes derrotados pelo herói do poema.

## EmBeowulf
No poema Beowulf, Grendel é uma criatura cruel e selvagem de enorme estatura, força bruta e astúcia que repetidamente ataca durante a noite o salão de festas (Heorot) do rei dinamarquês Hrothgar. Em seus ataques, Grendel mata e come os guerreiros que tentam defender o salão, o que leva os dinamarqueses a abandonar o edifício. Muito tempo passa até que chega à corte o guerreiro gauta Beowulf, vindo de Gotalândia (atual Suécia). A pele de Grendel é invulnerável ao fio das espadas, lanças, machados e flechas, mas Beowulf usa sua força descomunal para subjugar o monstro, que termina perdendo um braço.
Gravemente ferido, Grendel foge para os pântanos, onde morre. Sua mãe, também era uma criatura monstruosa, ataca Heorot novamente. Beowulf a segue até seu esconderijo submarino e a mata com uma espada.
As descrições de Grendel e sua mãe no poema são curtas e pouco claras, mas os dois são mencionados como descendentes diabólicos do Caim do Velho Testamento. É possível que estas criaturas fossem relacionadas aos gigantes, lobisomens, orcs, ogros e trolls da mitologia nórdica.

## No cinema
Nos filmes modernos Beowulf (1999) e Beowulf (2007), ao contrário do poema, a criatura é retratada como sendo um filho monstruoso do rei Hrothgar da Dinamarca.